# Corydon sumatranus
El eurilaimo sombrío (Corydon sumatranus) es una especie de ave paseriforme de la familia Eurylaimidae propia del sudeste asiático. Es el único miembro del género Corydon.

## Distribución y hábitat
Se encuentra en Brunéi, Camboya, Indonesia, Laos, Malasia, Birmania, Singapur, Tailandia y Vietnam. Su hábitat natural son los bosques húmedos tropicales.

## Subespecies
- Corydon sumatranus ardescens
- Corydon sumatranus brunnescens
- Corydon sumatranus laoensis
- Corydon sumatranus morator
- Corydon sumatranus orientalis
- Corydon sumatranus pallescens
- Corydon sumatranus sumatranus